# Artilleribrigad
Artilleribrigad är en specialiserad form av en brigad som är dedikerade till indirekt eld. Medan andra typer av brigader ofta består av flera enheter, består en artilleribrigad enbart av artilleri och är i beroende av andra enheter för infanteri stöd, särskilt under anfall.
Under andra världskriget när artilleribrigader sattes upp bestod de av en personalstyrka mellan 3000 och 4000 soldater och hade 24 till 70 artilleripjäser. En modern artilleribrigad är mindre och mer specialiserad än dess föregångare. I regel är de utbildade för att enbart hantera en eller två typer av artillerisystem.